# Cao Ye
Dans ce nom chinois, le nom de famille, Cao, précède le nom personnel Ye.
Pour les articles homonymes, voir Cao.
Cao Ye (en chinois : 曹鄴 et en chinois romanisé avec la méthode Pinyin : Cáo Yè), est un poète chinois. Son nom de plume est Yezhi (業之;Yèzhī) Poète chinois important de la dynastie des Tang (618-907) il est né dans la ville de Yangshuo (陽朔) dans l'actuelle province de Guangxi (廣西) en Chine populaire vers 816 et il est mort vers 878.

## Publications
Ses œuvres les plus connues sont les poèmes pentamétriques de style ancien (五言古詩). Après neuf tentatives, il réussit à passer l'examen impérial et il devient gouverneur de Yangzhou (洋州). Beaucoup de ses œuvres ont disparu mais les restantes furent réunies pendant la dynastie des Ming (1368-1644) dans l'ouvrage Recueil Complet des Poèmes de la Dynastie des Tang.